# Лесничовка (Одесская область)
Лесничо́вка (укр. Лісничі́вка) — село, относится к Балтской громаде, Подольскому району Одесской области Украины.
Население по переписи 2001 года составляло 652 человека. Почтовый индекс — 66127. Телефонный код — 4866. Занимает площадь 2,88 км². Код КОАТУУ — 5120683201.
Расположена в 10 км от города Балты и в 18 км — от железнодорожной станции Балта. Возле села проходит автодорога Балта-Винница. На территории села находится государственное лесничество. Лесничовка основана в середине XVIII в. в лесистой местности (отсюда её название). Церковь Рождества Богородицы (1879). Первоначальный храм основан в 1779, в 1884 деревянное здание продано в село Флору Балтского уезда.
В селе есть средняя школа, библиотека, почтовое отделение, медпункт, сельский совет, действует Церковь Рождества Богородицы. Досуг обеспечен работой Клуба — дискотеки, концерты школьной самодеятельности.
До 2000-х гг. в селе работали продуктовый, хозяйственный магазины, магазин одежды, чайная, конюшня, мельница и пилорама.

## Микротопонимы
Кумовская улица — местное неофициальное название улицы, расположенной напротив кладбища, названная так по одной из версий потому, что все жители улицы приходились друг другу кумовьями.
Домики — группа отдельно стоящих каменных домов вдоль шоссе «Балта-Винница», подключенные к водопроводу и канализации.
Мошняцкий и Казенный лес — название лесных массивов, окаймляющих село с двух сторон. Мошняцкий — лиственный (дубовый) лес вдоль искусственных прудов (ставков). Казенный — лиственный лес с отдельными хвойными посадками.
Корыта — название двух источников, вытекавших ранее к деревянным самодельным корытам для стирки и полоскания белья. Одни корыта располагались в центре села, другие в конце поселения у долины (к ним пригоняли скот в обед на водопой). Последний раз корыта сооружали около 1981—1983 гг. Теперь они пришли в негодность и практически не используются по назначению. В 1980-х ещё можно было увидеть остатки старых корыт у почти иссякшего третьего источника в центре села.
Бассейн — сооруженный в советский период небольшой круглый водоем в центре села, рядом с Корытами, источник беспокойства родителей, так как в нём утонули несколько человек, в том числе дети.

## Местный совет
66127, Одесская обл., Балтский р-н, с. Лесничовка